# Traktat w Lozannie

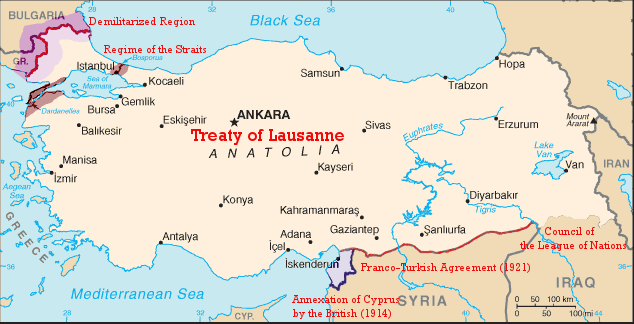
Granice Turcji ustalone traktatem w Lozannie w 1923. Zaznaczono strefy zdemilitaryzowane

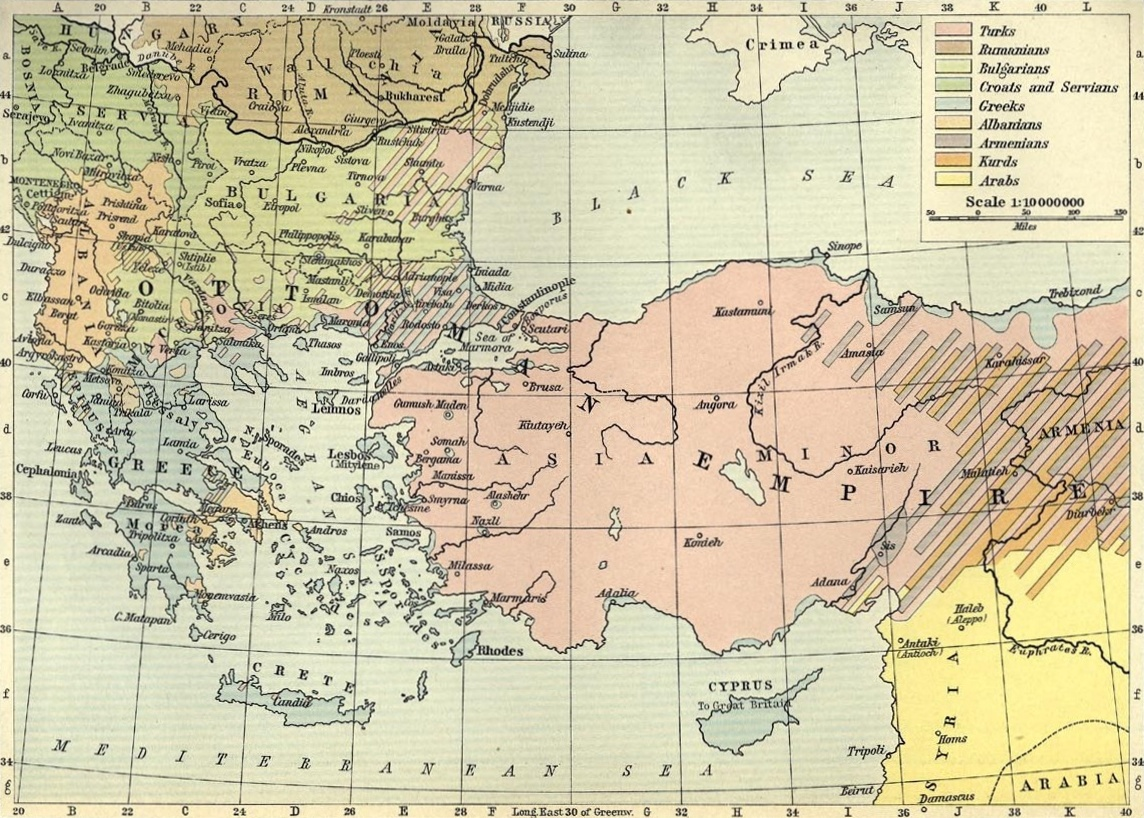
Mapa etniczna ziem Imperium Osmańskiego z 1911

Traktat w Lozannie (fr. Traité de Lausanne, tur. Lozan Antlaşması) – traktat pokojowy zawarty 24 lipca 1923 w Lozannie pomiędzy przedstawicielami Wielkiej Brytanii, Francji, Włoch, Japonii, Rumunii, Królestwa SHS, Bułgarii, Grecji i Turcji. Zakończył on wojnę grecko-turecką (1919–1922) oraz zrewidował postanowienia traktatu z Sèvres z 1920 roku.

## Podpisanie traktatu
Opracowaniem traktatu zajęła się zwołana do Lozanny konferencja międzynarodowa, obradująca między 21 listopada 1922 r. a 23 lipca 1923 r. W odróżnieniu od układów z pozostałymi państwami centralnymi Turcję potraktowano tym razem jako równorzędnego partnera. 30 stycznia 1923 r. zawarto grecko-turecką umowę o wymianie ludności, a główny traktat podpisano 24 lipca tego roku. 
Traktat spisano w języku autentycznym francuskim, depozytariuszem został rząd Francji, zarejestrowano przez Sekretariat Ligi Narodów 5 września 1924 r.
Polska nie była stroną traktatu, natomiast 23 lipca zawarła w Lozannie z Turcją dwustronny Traktat Przyjaźni.

## Postanowienia dotyczące granic oraz demilitaryzacji
Na mocy traktatu:
- Turcja odzyskała pełne zwierzchnictwo nad Anatolią i Tracją Wschodnią oraz półwyspem Gallipoli.
- Likwidacji uległa autonomia Kurdystanu.
- Zrewidowano granicę z Armenią.
- Turcja zrzekła się roszczeń wobec terytoriów arabskich.
- Turcja potwierdziła uznanie wobec zawartych po 1878 r. traktatów dotyczących Cypru, Trypolitanii, Cyrenajki, Dodekanezu i Egiptu.
- Granica grecko-turecka i granica bułgarsko-turecka z obu stron podlegały demilitaryzacji.
- Tego samego dnia podpisano także konwencję w sprawie cieśnin, na mocy której zdemilitaryzowano brzegi Bosforu i Dardaneli oraz wyspy na Morzu Marmara.
- Żeglugę przez cieśniny uczyniono otwartą i podlegającą kontroli międzynarodowej. Wyjątek od tej reguły uzasadniać miało jedynie znalezienie się Turcji w stanie wojny[1][2].

## Wymiana ludności
Bardzo istotnym elementem postanowień z Lozanny była zorganizowana pod auspicjami Ligi Narodów akcja wymiany ludności między Grecją i Turcją. W praktyce kryterium wyróżniającym ekspatriantów stała się religia: z Grecji do Turcji płynęli nie tylko Turcy, ale i osoby innych narodowości wyznania muzułmańskiego; z kolei z Turcji do Grecji obok Greków trafiali także inni wyznawcy prawosławia. Także mimo deklarowanej dobrowolności przesiedleń miały one w praktyce charakter przymusowy, a Grecy wyjeżdżający z Turcji na ogół musieli tam pozostawić swoje ruchomości wskutek nagłej realizacji wysiedlenia. Ogółem przesiedlenia objęły ok. 0,4 mln wysiedleńców z Grecji oraz ok. 1,3 mln wysiedleńców z Turcji (przy czym ok. 1 mln z tej liczby przybyło do Grecji jeszcze przed podpisaniem traktatu, uciekając przed skutkami wojny z Turcją) – mimo to w Turcji (szczególnie w Stambule) pozostała nadal bardzo liczna mniejszość grecka. Większość greckich przesiedleńców z Turcji trafiła do greckiej części Macedonii (tzw. Egejskiej), gdzie mogła liczyć na odszkodowanie finansowe lub materialne za pozostawione mienie – zajmowała ziemie i domostwa opuszczane przez ludność turecką i słowiańską oraz tereny przekazane uchodźcom w użytkowanie wieczyste przez Grecki Kościół Prawosławny. Ta niemal komfortowa sytuacja nie dotyczyła jednak uchodźców z Turcji sprzed Traktatu Lozańskiego. Ci, nie objęci Traktatem, z reguły tracąc wszystko bez odszkodowania w zamian uzyskiwali tylko szansę przeżycia w obozach dla uchodźców, z bardzo trudnymi warunkami bytowymi.
Wymiana ludności odbywała się stopniowo i trwała do 1930 r. Liga Narodów zorganizowała także aktywizację ekonomiczną okolic objętych wymianami ludności. W ten sposób dopomożono także ludności, która opuściła swe ojczyzny jeszcze w trakcie trwania wojen bałkańskich. Aktywizacją ekonomiczną łagodzono także napięcia, pomiędzy repatriantami, a ludnością miejscową. Urzędnicy Ligi Narodów, a za nimi greccy historycy mówią wręcz o przejściu części Bałkanów, objętej wymianami ludności, prosto z realiów XVII wieku, do szybkiego rozwoju i XX wieku.
Mimo oczywistego zła przesiedleń, ich realizacja w tej sytuacji pod kontrolą Ligi Narodów była najmniej szkodliwym wyjściem, które pozwoliło do pewnego stopnia uporządkować sytuację etniczną regionu zapobiegając rozwiązaniu tych problemów drogą rozlewu krwi. Stała się wzorcem dla podobnych przemieszczeń ludności w Europie Środkowej po II wojnie światowej.
Obok wymiany ludności pomiędzy Grecją i Turcją powołana komisja Ligi Narodów, nadzorowała także inne przesiedlenia, w tym przewidzianą specjalną konwencją grecko-bułgarską z listopada 1919 r. (podpisaną przy okazji zawierania traktatu z Neuilly) wymianę ludności pomiędzy Bułgarią a Grecją. Nastąpiła wówczas masowa emigracja słowiańskich mieszkańców Macedonii Egejskiej (z jednej strony wobec wcześniejszych krwawych konfliktów, z drugiej w obawie Słowian przed wzmożoną hellenizacją, spowodowaną bardzo dużym napływem imigrantów greckich), przede wszystkim do Bułgarii (ok. 100 tys. osób), w drugą stronę zmierzali emigranci greccy z Bułgarii (ok. 50 tys. osób). Zwraca uwagę faktycznie dobrowolny charakter tych przesiedleń (w Grecji pozostało ok. 50 tys. Bułgarów).

## Współczesne konsekwencje traktatu
Niektóre z rozwiązań wprowadzonych traktatem okazały się nieskuteczne we współczesnych czasach. Pojawiły się spory między Turcją a Grecją dotyczące granic wód terytorialnych i przynależności niezamieszkanych wysp Morza Egejskiego. Z kolei w 1974 r. Turcja, obawiając się przyłączenia Cypru do Grecji, dokonała inwazji na tę wyspę, w której północnej części powołała nieuznawaną przez inne państwa turecką republikę Cypru Północnego.
Także sytuacja pozostałej w Turcji ludności greckiej z czasem się pogarszała. W latach 50. XX w. zamknięto prawosławne szkoły duchowne w Turcji, zmuszono także bardzo liczną ludność grecką do opuszczenia Stambułu (m.in. w 1955 r. miał miejsce pogrom w Stambule i innych tureckich miastach).